# Мзиури
«Мзиури» (груз. მზიური, букв. «солнечный») — советский и грузинский детский вокально-инструментальный ансамбль, основанный в 1971 году на базе Тбилисского Дворца пионеров и школьников, состоящий в основном из девочек.
Существует по настоящее время, сменив, по крайней мере, девять поколений.

## История
Создателями ансамбля были музыкант Рафаэл Казарян, звукорежиссёр Зорик Григорян, Леонид Альперт и Гурам Джаиани. Исполнительницы не только пели, но и играли на музыкальных инструментах — гитаре, саксофоне, ударных и др. Наиболее известен первый «золотой» состав 1970-х годов, из которого вышел ряд известных в Грузии и за её пределами артистов и музыкальных деятелей — Тамара Гвердцители, Майя Джабуа, Тамара Чохонелидзе, Эка Кахиани, Лия Хорбаладзе, Нико Надирашвили. Первый состав «Мзиури» включал 21 участницу. Среди других известных участниц «Мзиури» — певица и композитор Майя Джорджадзе (второй состав), известная джазовая певица (другой состав) Теона Контридзе, молодая певица Нуца Бузаладзе (другой состав) — победительница конкурса «Новая волна — 2014», и другие.
В 1973 году с участием первого состава ансамбля был снят одноименный художественный фильм-мюзикл.
В 1976 году ансамбль получил премию Ленинского комсомола, тогда же был поставлен мюзикл «Наш друг — Буратино» (постановщик Александр Жеромский). В 1983 году «Мзиури» принял участие в телемосте СССР — США.
В настоящее время руководителем ансамбля является народный артист Грузии Гурам Джаиани, стоявший у истоков «Мзиури».

## Наиболее известные участницы «золотого состава»

### Ия Ахобадзе
Родилась 17 сентября 1963 года. Училась в консерватории по классу фортепиано. В ансамбле играла на трубе.

### Тамара Гвердцители
Самая знаменитая солистка «Мзиури». 

Солировала в песнях:

«Весенний праздник» (автор музыки Гурам Бзванели,
автор слов — Морис Поцхишвили) 

«Грузия — страна солнца» (музыка Лии Яшвили, стихи Биеты Абшилава)

«Детям нужен мир»
(музыка Михаила Векуа, стихи Н. Коберидзе) 

«Песенка о капитане» (из фильма «Дети капитана Гранта», автор музыки Исаак Дунаевский,
автор слов — Василий Лебедев-Кумач). В мюзикле «Буратино» исполняла роль Пьеро.

### Эка Годердзишвили
Родилась 26 сентября 1963 года. Доктор исторических наук. Работает в американской школе преподавателем истории и профессор ТГУ.

Солировала в песнях:

«До-ре-ми»

«Почему? Откуда? Для чего?» (музыка Нодара Гигаури — стихи Мориса Поцхишвили)

### Нино Датукишвили
Родилась 25 января 1961 года. В Мзиури — инструменталистка (саламури). Окончила факультет журналистики ТГУ. В настоящее время — журналист и ведущая «Хазис-радио».

### Кетино Деканозишвили
Родилась 19 июня 1962 года. Училась в театральном институте. Звукорежиссер телевизионных программ. 

Солировала в песнях:

«Гаумарджос мзианетс» («Пионерский городок»)

«Едем к бабушке в деревню» (автор песни Инола Гургулия)

«Песенка Роберта» (из фильма «Дети капитана Гранта», автор музыки Исаак Дунаевский, автор слов — Василий Лебедев-Кумач).

«Комши, комши» (Л. Яшвили — Н. Чавчанидзе) 

«Радость Родине»

### Майя Джабуа
Родилась 8 мая 1962 года. Закончила факультет английского языка Тбилисского государственного университета. Певица. Работала солисткой оркестра Тбилисской филармонии. В настоящее время — педагог вокальной студии Тбилисского Дворца Молодёжи. 

30 января 2016 года перед Тбилисским концертным залом на Аллее Славы открыли именную звезду Майи Джабуа.

Солировала в песнях:

«Весёлый ветер»

«Гаумарджос мзианетс»

«Легенда о Тбилиси» (музыка Нуну Габуния, слова А.Геловани, перевод с грузинского Б.Пургалина)

«Песня Мальвины» (автор музыки Алексей Рыбников,
автор слов — Юрий Энтин)

«Радость Родине»

«Тбилиси-Баку-Ереван» (автор музыки Отар Тевдорадзе,
автор слов — О.Левицкий)

### Хатуна Дондуа
Играла на соло-гитаре. Впоследствии стала журналисткой и диктором телевидения.

Солировала в песнях:

«Песенка про кита»

«Эрио»

### Нино Думбадзе
Родилась 18 апреля 1959 года. С 1980 года актриса Грузинского театра им. Котэ Марджанишвили. Киноактриса. Снималась в фильмах: «Что я люблю больше всего» (2009), «Сафанг» (1992), «Трудный старт» (1981).

### Эка Кахиани
Родилась 16 января 1964 года в Тбилиси. Актриса театра и кино, певица (выступает также как композитор — автор песен). Дочь народного артиста Грузии Имеды Кахиани. В 1981 году окончила Тбилисскую музыкальную школу (фортепиано), в 1988 году — факультет кино и драмы Тбилисского государственного театрального института. Снималась в художественных фильмах: «Только смерть приходит обязательно» (1992), «Простые пассивы» (1990), «Автопортрет» (1987).
Солировала в песнях:

«Антошка» (автор музыки Владимир Шаинский,
автор слов — Юрий Энтин)

«Калинка»

«Романс Черепахи Тортиллы» (автор музыки Алексей Рыбников,
автор слов — Юрий Энтин)

### Нино Кобиашвили
Родилась 29 сентября 1962 года. Самая первая участница ансамбля. В «Мзиури»- инструменталистка (ионика, клавишные, фортепиано). Закончила факультет русского языка ТГУ. Работает ведущим учителем русского языка в школе № 128.

### Марина Масхулия
Родилась 6 апреля 1960 года. Закончила химико-технологический факультет Грузинского государственного политехнического института. В настоящее время — домохозяйка. Живёт в Тбилиси и в США.

В Мзиури — инструменталистка (бас-гитара).

Солировала в песнях:

«Толстый Карлсон» (оригинал — Jeff Christie «Yellow River», французская версия — Джо Дассен «L`Amerique», русский текст И. Резника).

### Кетино Пирцхалава
Родилась 25 января 1964. Врач-физиолог, научный сотрудник Тбилисского института урологии. Увлекалась живописью — пробовала себя в разных жанрах. Ушла из жизни 14 января 2014 года после продолжительной болезни. Похоронена на Верийском кладбище рядом с мужем.

Солировала в песнях:

«Антошка»

«Калинка»

«Кважды-ква» (музыка Владлена Махлянкина, стихи Михаила Мревлишвили)

«Песня Лисы Алисы и Кота Базилио» (автор музыки Алексей Рыбников,
автор слов — Булат Окуджава)

### Хатуна Сабашвили
Родилась 22 августа 1963 года. Имя, данное при рождении — Медея Даниелова. Но в семье звали Хатуна (в те годы имя Хатуна было очень распространено), а Сабашвили — фамилия мамы. В Мзиури — инструменталистка (даира). Закончила факультет русского языка Тбилисского Государственного Университета. Работала в средней школе учительницей русского языка и литературы. Ушла из жизни 10 января 1996 после тяжёлой болезни. Похоронена на кладбище Мухатгверди. 

Солировала в песнях:

«Моди эртад вимгерот» (Давайте вместе петь) 

Исполняла роль Дуремара.

### Нана Санеблидзе
Родилась 25 марта 1963 года. Основные инструменты — фортепиано, электроорган. Закончила факультет журналистики ТГУ. Журналист.

### Майя Сирадзе
Родилась 3 мая 1961 года. Основной инструмент — саксофон. Училась в музыкальном техникуме по классу фортепиано. Работала в детском саду педагогом музыки. Ушла из жизни 24 ноября 2024 года после продолжительной болезни.

### Тамрико Хорава
Родилась 27 августа 1961 года. Солистка ансамбля, основные инструменты: мелодика и ударные. Имеет два высших образования: филологическое и актерское. Продолжительное время работала в Турции педагогом на актерском факультете. Переводчик (турецкий язык).
Солировала в песнях:

«Иавнана»(колыбельная)

«Котёнок» (Музыка — Миклош Олах, русский текст — Игорь Шаферан).

«Песня Лисы Алисы и Кота Базилио»

«Радость Родине» (музыка Гурама Бзванели; текст Мориса Поцхишвили)

### Лия Хорбаладзе
Родилась 24 февраля 1962 года. Закончила филологический факультет Тбилисского университета, второе образование получила в области киноискусства. Руководитель детского ансамбля «Бомбора». Автор слов песни «Крылья мечты» (муз. Л. Шаишмелашвили). В Мзиури — инструменталистка (ударные инструменты).

Солировала в песнях:

«Ленинградские мальчишки» (музыка — Исаак Шварц, слова — Вадим Коростылев).

«Песенка о капитане»

### Елена Царцидзе
Родилась 12 апреля 1962 года. В Мзиури — инструменталистка (скрипка). Закончила Санкт-Петербургскую консерваторию по классу скрипки. Руководитель детского скрипичного ансамбля «Си-Ми» и женского скрипичного квартета. Играет в симфоническом оркестре им. Дж. Кахидзе.

### Манана Цулая (Симонова)
Родилась 27 февраля 1961 года. Училась в средней школе № 43, в 1983 г. окончила физический факультет ТГУ, затем — аспирантуру Института электрохимии им. А. Н. Фрумкина АН СССР. Кандидат химических наук. В настоящее время живёт в США, работает в Национальном институте биомедицинской визуализации и биоинженерии. В Мзиури — инструменталистка (ксилофон, вибрафон).
Манана, как и Нино Кобиашвили, является одной из самых первых участниц ансамбля.

### Майя Чиквинидзе
Родилась 6 ноября 1962. Инструменталистка (ритм-гитара). Окончила ТГУ, факультет восточных языков (арабский). Работает во Дворце молодежи (ведёт музыкальный кружок).

### Тамрико Чохонелидзе
Родилась 18 января 1964 года. Закончила Тбилисскую консерваторию. С 1981 года — солистка Тбилисской филармонии. Известная певица, педагог и музыковед.

15 декабря 2016 года перед Тбилисским концертным залом на Аллее Славы открыли именную звезду Тамрико Чохонелидзе.
Солировала в песнях:

«Антошка»

«Калинка»

«Капитан»

«Куклы-неваляшки» (автор музыки Зара Левина,
автор слов — Зоя Петрова) 

«Песня о весёлом пастухе и его овечках» (из фильма «Звуки музыки»; композитор Р.Роджерс, автор слов — О.Хамерстайн) 

«Семёновна» (автор музыки Евгений Барыбин,
автор слов — Юрий Погорельский)

## Награды
- Премия Ленинского комсомола (1976)

## Признание
9 ноября 2010 года перед Тбилисским концертным залом на Аллее Славы открыли именную звезду ансамбля «Мзиури».